# Manewr Burns-Marshalla
Manewr Burns-Marshalla – manewr położniczy przyspieszający ukończenie II okresu porodu w przypadku porodu w położeniu podłużnym miednicowym płodu. Celem tego manewru jest urodzenie barków, rączek i główki po wcześniejszym urodzeniu pośladków. Położna musi ująć stopy dziecka w okolicy kostek i delikatnie pociągając, unieść je łukiem ponad brzuch matki o 180° do momentu urodzenia się po kroczu ust i nosa. W ten sposób uwalnia się twarz płodu, poród się kończy. 